# Dusty Rhodes Tag Team Classic
Il Dusty Rhodes Tag Team Classic è un torneo organizzato annualmente dalla WWE a partire dal 2015 e riservato alla categoria tag team di NXT.
La prima edizione del torneo è stata annunciata il 3 settembre 2015 per onorare la memoria del leggendario Dusty Rhodes, Hall of Famer che aveva lavorato come allenatore e produttore di NXT. Il torneo si è concluso il 7 ottobre, ad NXT TakeOver: Respect, con la vittoria di Finn Bálor e Samoa Joe contro Baron Corbin e Rhyno.
A partire dalla quarta edizione, i vincitori del torneo ottengono automaticamente un'opportunità titolata all'NXT Tag Team Championship (uomini) e all'NXT Women's Tag Team Championship (donne). Dopo l'unificazione dell'NXT Women's Tag Team Championship con il Women's Tag Team Championship nel 2023, non si sa quale sarà il futuro premio per la categoria femminile del torneo.

## Uomini

### Albo d'oro
| Edizione | Vincitori                                      | Data             | Città       | Sede                 | Evento                      |
| -------- | ---------------------------------------------- | ---------------- | ----------- | -------------------- | --------------------------- |
| 1ª       | Finn Bálor e Samoa Joe                         | 7 ottobre 2015   | Winter Park | Full Sail University | NXT TakeOver: Respect       |
| 2ª       | The Authors of Pain                            | 19 novembre 2016 | Toronto     | Air Canada Centre    | NXT TakeOver: Toronto       |
| 3ª       | The Undisputed Era (Adam Cole e Kyle O'Reilly) | 7 aprile 2018    | New Orleans | Smoothie King Center | NXT TakeOver: New Orleans   |
| 4ª       | Aleister Black e Ricochet                      | 13 marzo 2019    | Winter Park | Full Sail University | NXT                         |
| 5ª       | Matt Riddle e Pete Dunne                       | 29 gennaio 2020  | Winter Park | Full Sail University | NXT                         |
| 6ª       | MSK                                            | 14 febbraio 2021 | Orlando     | Performance Center   | NXT TakeOver: Vengeance Day |
| 7ª       | The Creed Brothers                             | 15 febbraio 2022 | Orlando     | Performance Center   | NXT Vengeance Day           |
| 8ª       | Baron Corbin e Bron Breakker                   | 4 febbraio 2024  | Clarksville | F&M Bank Arena       | NXT Vengeance Day           |

#### 2015
|  | Ottavi di finale NXT/House show | Ottavi di finale NXT/House show | Ottavi di finale NXT/House show |                                 |                            | Quarti di finale NXT/House show | Quarti di finale NXT/House show | Quarti di finale NXT/House show |  |  | Semifinali NXT TakeOver: Respect | Semifinali NXT TakeOver: Respect | Semifinali NXT TakeOver: Respect |  |  | Finale NXT TakeOver: Respect | Finale NXT TakeOver: Respect | Finale NXT TakeOver: Respect |  |
|  |                                 |                                 |                                 |                                 |                            |                                 |                                 |                                 |  |  |                                  |                                  |                                  |  |  |                              |                              |                              |  |
|  | Enzo Amore e Colin Cassady      | Enzo Amore e Colin Cassady      | Schienamento                    |                                 |                            |                                 |                                 |                                 |  |  |                                  |                                  |                                  |  |  |                              |                              |                              |  |
|  | Enzo Amore e Colin Cassady      | Enzo Amore e Colin Cassady      | Schienamento                    |                                 |                            |                                 |                                 |                                 |  |  |                                  |                                  |                                  |  |  |                              |                              |                              |  |
|  | Angelo Dawkins e Sawyer Fulton  | Angelo Dawkins e Sawyer Fulton  | [ 3 ]                           |                                 |                            |                                 |                                 |                                 |  |  |                                  |                                  |                                  |  |  |                              |                              |                              |  |
|  | Angelo Dawkins e Sawyer Fulton  | Angelo Dawkins e Sawyer Fulton  | [ 3 ]                           |                                 | Enzo Amore e Colin Cassady | Enzo Amore e Colin Cassady      | 09:13                           |                                 |  |  |                                  |                                  |                                  |  |  |                              |                              |                              |  |
|  |                                 |                                 |                                 |                                 | Enzo Amore e Colin Cassady | Enzo Amore e Colin Cassady      | 09:13                           |                                 |  |  |                                  |                                  |                                  |  |  |                              |                              |                              |  |
|  |                                 |                                 | Finn Bálor e Samoa Joe          | Finn Bálor e Samoa Joe          | Schienamento               |                                 |                                 |                                 |  |  |                                  |                                  |                                  |  |  |                              |                              |                              |  |
|  | The Lucha Dragons               | The Lucha Dragons               | Finn Bálor e Samoa Joe          | Finn Bálor e Samoa Joe          | Schienamento               | [ 4 ]                           |                                 |                                 |  |  |                                  |                                  |                                  |  |  |                              |                              |                              |  |
|  | The Lucha Dragons               | The Lucha Dragons               |                                 |                                 |                            |                                 |                                 |                                 |  |  |                                  |                                  |                                  |  |  |                              |                              |                              |  |
|  | Finn Bálor e Samoa Joe          | Finn Bálor e Samoa Joe          | Schienamento                    |                                 |                            |                                 |                                 |                                 |  |  |                                  |                                  |                                  |  |  |                              |                              |                              |  |
|  | Finn Bálor e Samoa Joe          | Finn Bálor e Samoa Joe          | Schienamento                    |                                 | Finn Bálor e Samoa Joe     | Finn Bálor e Samoa Joe          | Schienamento                    |                                 |  |  |                                  |                                  |                                  |  |  |                              |                              |                              |  |
|  |                                 |                                 |                                 |                                 |                            |                                 |                                 |                                 |  |  |                                  |                                  |                                  |  |  |                              |                              |                              |  |
|  |                                 |                                 | The Mechanics                   | The Mechanics                   | 09:05                      |                                 |                                 |                                 |  |  |                                  |                                  |                                  |  |  |                              |                              |                              |  |
|  | The Vaudevillains               | The Vaudevillains               | The Mechanics                   | The Mechanics                   | 09:05                      | [ 5 ]                           |                                 |                                 |  |  |                                  |                                  |                                  |  |  |                              |                              |                              |  |
|  | The Vaudevillains               | The Vaudevillains               |                                 |                                 |                            |                                 |                                 |                                 |  |  |                                  |                                  |                                  |  |  |                              |                              |                              |  |
|  | Wesley Blake e Buddy Murphy     | Wesley Blake e Buddy Murphy     | Schienamento                    |                                 |                            |                                 |                                 |                                 |  |  |                                  |                                  |                                  |  |  |                              |                              |                              |  |
|  | Wesley Blake e Buddy Murphy     | Wesley Blake e Buddy Murphy     | Schienamento                    |                                 | The Vaudevillains          | The Vaudevillains               | 12:25                           |                                 |  |  |                                  |                                  |                                  |  |  |                              |                              |                              |  |
|  |                                 |                                 |                                 |                                 | The Vaudevillains          | The Vaudevillains               | 12:25                           |                                 |  |  |                                  |                                  |                                  |  |  |                              |                              |                              |  |
|  |                                 |                                 | The Mechanics                   | The Mechanics                   | Schienamento               |                                 |                                 |                                 |  |  |                                  |                                  |                                  |  |  |                              |                              |                              |  |
|  | Elias Samson e Tucker Knight    | Elias Samson e Tucker Knight    | The Mechanics                   | The Mechanics                   | Schienamento               | [ 6 ]                           |                                 |                                 |  |  |                                  |                                  |                                  |  |  |                              |                              |                              |  |
|  | Elias Samson e Tucker Knight    | Elias Samson e Tucker Knight    |                                 |                                 |                            |                                 |                                 |                                 |  |  |                                  |                                  |                                  |  |  |                              |                              |                              |  |
|  | The Mechanics                   | The Mechanics                   | Schienamento                    |                                 |                            |                                 |                                 |                                 |  |  |                                  |                                  |                                  |  |  |                              |                              |                              |  |
|  | The Mechanics                   | The Mechanics                   | Schienamento                    |                                 | Finn Bálor e Samoa Joe     | Finn Bálor e Samoa Joe          | 11:10                           |                                 |  |  |                                  |                                  |                                  |  |  |                              |                              |                              |  |
|  |                                 |                                 |                                 |                                 |                            |                                 |                                 |                                 |  |  |                                  |                                  |                                  |  |  |                              |                              |                              |  |
|  |                                 |                                 | Baron Corbin e Rhyno            | Baron Corbin e Rhyno            | Schienamento               |                                 |                                 |                                 |  |  |                                  |                                  |                                  |  |  |                              |                              |                              |  |
|  | The Hype Bros                   | The Hype Bros                   | Baron Corbin e Rhyno            | Baron Corbin e Rhyno            | Schienamento               | Schienamento                    |                                 |                                 |  |  |                                  |                                  |                                  |  |  |                              |                              |                              |  |
|  | The Hype Bros                   | The Hype Bros                   |                                 |                                 |                            |                                 |                                 |                                 |  |  |                                  |                                  |                                  |  |  |                              |                              |                              |  |
|  | Alexander Wolfe e Noah Kekoa    | Alexander Wolfe e Noah Kekoa    | [ 7 ]                           |                                 |                            |                                 |                                 |                                 |  |  |                                  |                                  |                                  |  |  |                              |                              |                              |  |
|  | Alexander Wolfe e Noah Kekoa    | Alexander Wolfe e Noah Kekoa    | [ 7 ]                           |                                 | The Hype Bros              | The Hype Bros                   | 22:03                           |                                 |  |  |                                  |                                  |                                  |  |  |                              |                              |                              |  |
|  |                                 |                                 |                                 |                                 | The Hype Bros              | The Hype Bros                   | 22:03                           |                                 |  |  |                                  |                                  |                                  |  |  |                              |                              |                              |  |
|  |                                 |                                 | Chad Gable e Jason Jordan       | Chad Gable e Jason Jordan       | Schienamento               |                                 |                                 |                                 |  |  |                                  |                                  |                                  |  |  |                              |                              |                              |  |
|  | Adrian Neville e Solomon Crowe  | Adrian Neville e Solomon Crowe  | Chad Gable e Jason Jordan       | Chad Gable e Jason Jordan       | Schienamento               | [ 8 ]                           |                                 |                                 |  |  |                                  |                                  |                                  |  |  |                              |                              |                              |  |
|  | Adrian Neville e Solomon Crowe  | Adrian Neville e Solomon Crowe  |                                 |                                 |                            |                                 |                                 |                                 |  |  |                                  |                                  |                                  |  |  |                              |                              |                              |  |
|  | Chad Gable e Jason Jordan       | Chad Gable e Jason Jordan       | Schienamento                    |                                 |                            |                                 |                                 |                                 |  |  |                                  |                                  |                                  |  |  |                              |                              |                              |  |
|  | Chad Gable e Jason Jordan       | Chad Gable e Jason Jordan       | Schienamento                    |                                 | Chad Gable e Jason Jordan  | Chad Gable e Jason Jordan       | 10:28                           |                                 |  |  |                                  |                                  |                                  |  |  |                              |                              |                              |  |
|  |                                 |                                 |                                 |                                 |                            |                                 |                                 |                                 |  |  |                                  |                                  |                                  |  |  |                              |                              |                              |  |
|  |                                 |                                 | Baron Corbin e Rhyno            | Baron Corbin e Rhyno            | Schienamento               |                                 |                                 |                                 |  |  |                                  |                                  |                                  |  |  |                              |                              |                              |  |
|  | Baron Corbin e Rhyno            | Baron Corbin e Rhyno            | Baron Corbin e Rhyno            | Baron Corbin e Rhyno            | Schienamento               | Schienamento                    |                                 |                                 |  |  |                                  |                                  |                                  |  |  |                              |                              |                              |  |
|  | Baron Corbin e Rhyno            | Baron Corbin e Rhyno            |                                 |                                 |                            |                                 |                                 |                                 |  |  |                                  |                                  |                                  |  |  |                              |                              |                              |  |
|  | The Ascension                   | The Ascension                   | [ 8 ]                           |                                 |                            |                                 |                                 |                                 |  |  |                                  |                                  |                                  |  |  |                              |                              |                              |  |
|  | The Ascension                   | The Ascension                   | [ 8 ]                           |                                 | Baron Corbin e Rhyno       | Baron Corbin e Rhyno            | Schienamento                    |                                 |  |  |                                  |                                  |                                  |  |  |                              |                              |                              |  |
|  |                                 |                                 |                                 |                                 | Baron Corbin e Rhyno       | Baron Corbin e Rhyno            | Schienamento                    |                                 |  |  |                                  |                                  |                                  |  |  |                              |                              |                              |  |
|  |                                 |                                 | Johnny Gargano e Tommaso Ciampa | Johnny Gargano e Tommaso Ciampa | [ 9 ]                      |                                 |                                 |                                 |  |  |                                  |                                  |                                  |  |  |                              |                              |                              |  |
|  | Bull Dempsey e Tyler Breeze     | Bull Dempsey e Tyler Breeze     | Johnny Gargano e Tommaso Ciampa | Johnny Gargano e Tommaso Ciampa | [ 9 ]                      | [ 10 ]                          |                                 |                                 |  |  |                                  |                                  |                                  |  |  |                              |                              |                              |  |
|  | Bull Dempsey e Tyler Breeze     | Bull Dempsey e Tyler Breeze     |                                 |                                 |                            |                                 |                                 |                                 |  |  |                                  |                                  |                                  |  |  |                              |                              |                              |  |
|  | Johnny Gargano e Tommaso Ciampa | Johnny Gargano e Tommaso Ciampa | Schienamento                    |                                 |                            |                                 |                                 |                                 |  |  |                                  |                                  |                                  |  |  |                              |                              |                              |  |

#### 2016
|  | Ottavi di finale NXT (5 ottobre 2016)   | Ottavi di finale NXT (5 ottobre 2016)   | Ottavi di finale NXT (5 ottobre 2016) |                                |                          | Quarti di finale NXT/House show (2 novembre 2016) | Quarti di finale NXT/House show (2 novembre 2016) | Quarti di finale NXT/House show (2 novembre 2016) |  |  | Semifinali House show (7 novembre 2016) | Semifinali House show (7 novembre 2016) | Semifinali House show (7 novembre 2016) |  |  | Finale NXT TakeOver: Toronto (19 novembre 2016) | Finale NXT TakeOver: Toronto (19 novembre 2016) | Finale NXT TakeOver: Toronto (19 novembre 2016) |  |
|  |                                         |                                         |                                       |                                |                          |                                                   |                                                   |                                                   |  |  |                                         |                                         |                                         |  |  |                                                 |                                                 |                                                 |  |
|  | TM-61                                   | TM-61                                   | Schienamento                          |                                |                          |                                                   |                                                   |                                                   |  |  |                                         |                                         |                                         |  |  |                                                 |                                                 |                                                 |  |
|  | TM-61                                   | TM-61                                   | Schienamento                          |                                |                          |                                                   |                                                   |                                                   |  |  |                                         |                                         |                                         |  |  |                                                 |                                                 |                                                 |  |
|  | Riddick Moss e Tino Sabbatelli          | Riddick Moss e Tino Sabbatelli          | [ 11 ]                                |                                |                          |                                                   |                                                   |                                                   |  |  |                                         |                                         |                                         |  |  |                                                 |                                                 |                                                 |  |
|  | Riddick Moss e Tino Sabbatelli          | Riddick Moss e Tino Sabbatelli          | [ 11 ]                                |                                | TM-61                    | TM-61                                             | Schienamento3                                     |                                                   |  |  |                                         |                                         |                                         |  |  |                                                 |                                                 |                                                 |  |
|  |                                         |                                         |                                       |                                | TM-61                    | TM-61                                             | Schienamento3                                     |                                                   |  |  |                                         |                                         |                                         |  |  |                                                 |                                                 |                                                 |  |
|  |                                         |                                         | Austin Aries e Roderick Strong        | Austin Aries e Roderick Strong | [ 12 ] [ 13 ]            |                                                   |                                                   |                                                   |  |  |                                         |                                         |                                         |  |  |                                                 |                                                 |                                                 |  |
|  | Heavy Machinery                         | Heavy Machinery                         | Austin Aries e Roderick Strong        | Austin Aries e Roderick Strong | [ 12 ] [ 13 ]            | [ 14 ]                                            |                                                   |                                                   |  |  |                                         |                                         |                                         |  |  |                                                 |                                                 |                                                 |  |
|  | Heavy Machinery                         | Heavy Machinery                         |                                       |                                |                          |                                                   |                                                   |                                                   |  |  |                                         |                                         |                                         |  |  |                                                 |                                                 |                                                 |  |
|  | Austin Aries e Roderick Strong          | Austin Aries e Roderick Strong          | Schienamento                          |                                |                          |                                                   |                                                   |                                                   |  |  |                                         |                                         |                                         |  |  |                                                 |                                                 |                                                 |  |
|  | Austin Aries e Roderick Strong          | Austin Aries e Roderick Strong          | Schienamento                          |                                | TM-61                    | TM-61                                             | Schienamento                                      |                                                   |  |  |                                         |                                         |                                         |  |  |                                                 |                                                 |                                                 |  |
|  |                                         |                                         |                                       |                                |                          |                                                   |                                                   |                                                   |  |  |                                         |                                         |                                         |  |  |                                                 |                                                 |                                                 |  |
|  |                                         |                                         | SAnitY                                | SAnitY                         | [ 15 ] [ 16 ]            |                                                   |                                                   |                                                   |  |  |                                         |                                         |                                         |  |  |                                                 |                                                 |                                                 |  |
|  | Kota Ibushi e TJ Perkins1               | Kota Ibushi e TJ Perkins1               | SAnitY                                | SAnitY                         | [ 15 ] [ 16 ]            | Sottomissione                                     |                                                   |                                                   |  |  |                                         |                                         |                                         |  |  |                                                 |                                                 |                                                 |  |
|  | Kota Ibushi e TJ Perkins1               | Kota Ibushi e TJ Perkins1               |                                       |                                |                          |                                                   |                                                   |                                                   |  |  |                                         |                                         |                                         |  |  |                                                 |                                                 |                                                 |  |
|  | Lince Dorado e Mustafa Ali              | Lince Dorado e Mustafa Ali              | [ 17 ]                                |                                |                          |                                                   |                                                   |                                                   |  |  |                                         |                                         |                                         |  |  |                                                 |                                                 |                                                 |  |
|  | Lince Dorado e Mustafa Ali              | Lince Dorado e Mustafa Ali              | [ 17 ]                                |                                | Kota Ibushi e TJ Perkins | Kota Ibushi e TJ Perkins                          | [ 13 ]                                            |                                                   |  |  |                                         |                                         |                                         |  |  |                                                 |                                                 |                                                 |  |
|  |                                         |                                         |                                       |                                | Kota Ibushi e TJ Perkins | Kota Ibushi e TJ Perkins                          | [ 13 ]                                            |                                                   |  |  |                                         |                                         |                                         |  |  |                                                 |                                                 |                                                 |  |
|  |                                         |                                         | SAnitY                                | SAnitY                         | Schienamento             |                                                   |                                                   |                                                   |  |  |                                         |                                         |                                         |  |  |                                                 |                                                 |                                                 |  |
|  | Bobby Roode e Tye Dillinger             | Bobby Roode e Tye Dillinger             | SAnitY                                | SAnitY                         | Schienamento             | [ 11 ]                                            |                                                   |                                                   |  |  |                                         |                                         |                                         |  |  |                                                 |                                                 |                                                 |  |
|  | Bobby Roode e Tye Dillinger             | Bobby Roode e Tye Dillinger             |                                       |                                |                          |                                                   |                                                   |                                                   |  |  |                                         |                                         |                                         |  |  |                                                 |                                                 |                                                 |  |
|  | SAnitY (Alexander Wolfe e Eric Young)   | SAnitY (Alexander Wolfe e Eric Young)   | Schienamento                          |                                |                          |                                                   |                                                   |                                                   |  |  |                                         |                                         |                                         |  |  |                                                 |                                                 |                                                 |  |
|  | SAnitY (Alexander Wolfe e Eric Young)   | SAnitY (Alexander Wolfe e Eric Young)   | Schienamento                          | TM-61                          |                          |                                                   |                                                   |                                                   |  |  |                                         |                                         |                                         |  |  |                                                 |                                                 |                                                 |  |
|  |                                         |                                         |                                       |                                |                          |                                                   |                                                   |                                                   |  |  |                                         |                                         |                                         |  |  |                                                 |                                                 |                                                 |  |
|  |                                         |                                         | The Authors of Pain                   | The Authors of Pain            | Schienamento             |                                                   |                                                   |                                                   |  |  |                                         |                                         |                                         |  |  |                                                 |                                                 |                                                 |  |
|  | The Authors of Pain                     | The Authors of Pain                     | The Authors of Pain                   | The Authors of Pain            | Schienamento             | Schienamento                                      |                                                   |                                                   |  |  |                                         |                                         |                                         |  |  |                                                 |                                                 |                                                 |  |
|  | The Authors of Pain                     | The Authors of Pain                     |                                       |                                |                          |                                                   |                                                   |                                                   |  |  |                                         |                                         |                                         |  |  |                                                 |                                                 |                                                 |  |
|  | The Bollywood Boyz                      | The Bollywood Boyz                      | [ 18 ]                                |                                |                          |                                                   |                                                   |                                                   |  |  |                                         |                                         |                                         |  |  |                                                 |                                                 |                                                 |  |
|  | The Bollywood Boyz                      | The Bollywood Boyz                      | [ 18 ]                                |                                | The Authors of Pain      | The Authors of Pain                               | Schienamento                                      |                                                   |  |  |                                         |                                         |                                         |  |  |                                                 |                                                 |                                                 |  |
|  |                                         |                                         |                                       |                                | The Authors of Pain      | The Authors of Pain                               | Schienamento                                      |                                                   |  |  |                                         |                                         |                                         |  |  |                                                 |                                                 |                                                 |  |
|  |                                         |                                         | No Way Jose e Rich Swann              | No Way Jose e Rich Swann       | [ 12 ] [ 13 ]            |                                                   |                                                   |                                                   |  |  |                                         |                                         |                                         |  |  |                                                 |                                                 |                                                 |  |
|  | Drew Gulak e Tony Nese                  | Drew Gulak e Tony Nese                  | No Way Jose e Rich Swann              | No Way Jose e Rich Swann       | [ 12 ] [ 13 ]            | Schienamento                                      |                                                   |                                                   |  |  |                                         |                                         |                                         |  |  |                                                 |                                                 |                                                 |  |
|  | Drew Gulak e Tony Nese                  | Drew Gulak e Tony Nese                  |                                       |                                |                          |                                                   |                                                   |                                                   |  |  |                                         |                                         |                                         |  |  |                                                 |                                                 |                                                 |  |
|  | No Way Jose e Rich Swann                | No Way Jose e Rich Swann                | [ 14 ]                                |                                |                          |                                                   |                                                   |                                                   |  |  |                                         |                                         |                                         |  |  |                                                 |                                                 |                                                 |  |
|  | No Way Jose e Rich Swann                | No Way Jose e Rich Swann                | [ 14 ]                                |                                | The Authors of Pain      | The Authors of Pain                               | Schienamento                                      |                                                   |  |  |                                         |                                         |                                         |  |  |                                                 |                                                 |                                                 |  |
|  |                                         |                                         |                                       |                                |                          |                                                   |                                                   |                                                   |  |  |                                         |                                         |                                         |  |  |                                                 |                                                 |                                                 |  |
|  |                                         |                                         | #DIY                                  | #DIY                           | [ 15 ] [ 16 ]            |                                                   |                                                   |                                                   |  |  |                                         |                                         |                                         |  |  |                                                 |                                                 |                                                 |  |
|  | The Revival                             | The Revival                             | #DIY                                  | #DIY                           | [ 15 ] [ 16 ]            | Schienamento                                      |                                                   |                                                   |  |  |                                         |                                         |                                         |  |  |                                                 |                                                 |                                                 |  |
|  | The Revival                             | The Revival                             |                                       |                                |                          |                                                   |                                                   |                                                   |  |  |                                         |                                         |                                         |  |  |                                                 |                                                 |                                                 |  |
|  | Andrade "Cien" Almas e Cedric Alexander | Andrade "Cien" Almas e Cedric Alexander | [ 18 ]                                |                                |                          |                                                   |                                                   |                                                   |  |  |                                         |                                         |                                         |  |  |                                                 |                                                 |                                                 |  |
|  | Andrade "Cien" Almas e Cedric Alexander | Andrade "Cien" Almas e Cedric Alexander | [ 18 ]                                |                                | The Revival              | The Revival                                       | [ 13 ]                                            |                                                   |  |  |                                         |                                         |                                         |  |  |                                                 |                                                 |                                                 |  |
|  |                                         |                                         |                                       |                                | The Revival              | The Revival                                       | [ 13 ]                                            |                                                   |  |  |                                         |                                         |                                         |  |  |                                                 |                                                 |                                                 |  |
|  |                                         |                                         | #DIY                                  | #DIY                           | Forfait2                 |                                                   |                                                   |                                                   |  |  |                                         |                                         |                                         |  |  |                                                 |                                                 |                                                 |  |
|  | Ho Ho Lun e Tian Bing                   | Ho Ho Lun e Tian Bing                   | #DIY                                  | #DIY                           | Forfait2                 | [ 17 ]                                            |                                                   |                                                   |  |  |                                         |                                         |                                         |  |  |                                                 |                                                 |                                                 |  |
|  | Ho Ho Lun e Tian Bing                   | Ho Ho Lun e Tian Bing                   |                                       |                                |                          |                                                   |                                                   |                                                   |  |  |                                         |                                         |                                         |  |  |                                                 |                                                 |                                                 |  |
|  | #DIY                                    | #DIY                                    | Schienamento                          |                                |                          |                                                   |                                                   |                                                   |  |  |                                         |                                         |                                         |  |  |                                                 |                                                 |                                                 |  |

- 1 – Il partner originale di Ibushi, Hideo Itami, si è infortunato prima dell'evento ed è stato sostituito da TJ Perkins.
- 2 – I Revival sono stati costretti a ritirarsi dal torneo a causa dell'infortunio di Dawson.
- 3 – Aries non ha potuto competere a causa di un infortunio.

#### 2018
|  | Quarti di finale NXT (7 marzo 2018) | Quarti di finale NXT (7 marzo 2018)   | Quarti di finale NXT (7 marzo 2018) |                           |                     | Semifinali NXT (28 marzo 2018) | Semifinali NXT (28 marzo 2018) | Semifinali NXT (28 marzo 2018) |  |  | Finale NXT TakeOver: New Orleans (7 aprile 2018) | Finale NXT TakeOver: New Orleans (7 aprile 2018) | Finale NXT TakeOver: New Orleans (7 aprile 2018) |
|  |                                     |                                       |                                     |                           |                     |                                |                                |                                |  |  |                                                  |                                                  |                                                  |
|  |                                     | The Authors of Pain                   | Schienamento                        |                           |                     |                                |                                |                                |  |  |                                                  |                                                  |                                                  |
|  |                                     | TM-61                                 | 08:03                               |                           |                     |                                |                                |                                |  |  |                                                  |                                                  |                                                  |
|  |                                     | TM-61                                 | 08:03                               |                           | The Authors of Pain | Schienamento                   |                                |                                |  |  |                                                  |                                                  |                                                  |
|  |                                     |                                       |                                     |                           | The Authors of Pain | Schienamento                   |                                |                                |  |  |                                                  |                                                  |                                                  |
|  |                                     |                                       | The Street Profits                  | 02:31                     |                     |                                |                                |                                |  |  |                                                  |                                                  |                                                  |
|  |                                     | Heavy Machinery                       | The Street Profits                  | 02:31                     | 03:39               |                                |                                |                                |  |  |                                                  |                                                  |                                                  |
|  |                                     | Heavy Machinery                       |                                     |                           | 03:39               |                                |                                |                                |  |  |                                                  |                                                  |                                                  |
|  |                                     | The Street Profits                    | Schienamento                        |                           |                     |                                |                                |                                |  |  |                                                  |                                                  |                                                  |
|  |                                     |                                       |                                     |                           |                     |                                |                                |                                |  |  |                                                  | The Authors of PainPete Dunne e Roderick Strong  | 11:38                                            |
|  |                                     |                                       |                                     | Adam Cole e Kyle O'Reilly | Schienamento        |                                |                                |                                |  |  |                                                  |                                                  |                                                  |
|  |                                     | SAnitY (Alexander Wolfe e Eric Young) | Schienamento                        |                           |                     |                                |                                |                                |  |  |                                                  |                                                  |                                                  |
|  |                                     | Riddick Moss e Tino Sabbatelli        | 03:45                               |                           |                     |                                |                                |                                |  |  |                                                  |                                                  |                                                  |
|  |                                     | Riddick Moss e Tino Sabbatelli        | 03:45                               |                           | SAnitY              | 10:23                          |                                |                                |  |  |                                                  |                                                  |                                                  |
|  |                                     |                                       |                                     |                           | SAnitY              | 10:23                          |                                |                                |  |  |                                                  |                                                  |                                                  |
|  |                                     |                                       | Pete Dunne e Roderick Strong        | Schienamento              |                     |                                |                                |                                |  |  |                                                  |                                                  |                                                  |
|  |                                     | Danny Burch e Oney Lorcan             | Pete Dunne e Roderick Strong        | Schienamento              | 08:29               |                                |                                |                                |  |  |                                                  |                                                  |                                                  |
|  |                                     | Danny Burch e Oney Lorcan             |                                     |                           | 08:29               |                                |                                |                                |  |  |                                                  |                                                  |                                                  |
|  |                                     | Pete Dunne e Roderick Strong1         | Schienamento                        |                           |                     |                                |                                |                                |  |  |                                                  |                                                  |                                                  |

- 1 – La coppia formata da Pete Dunne e Roderick Strong ha preso il posto di Trent Seven e Tyler Bate a causa dell'infortunio di Bate al ginocchio.
- 2 – La finale del torneo è stata un Triple Threat Tag Team match che includeva anche gli NXT Tag Team Champions, Adam Cole e Kyle O'Reilly ed è stato valevole per i titoli di coppia di NXT. Cole era in sostituzione dell'infortunato Bobby Fish. Il match, infine, è stato vinto da Cole e O'Reilly, la quale ha mantenuto i titoli e vinto il torneo.

#### 2019
I match sono stati registrati il 20 febbraio 2019 e il 13 marzo e sono andati in onda a partire dal 6 marzo 2019.
|  | Quarti di finale NXT (6 marzo 2019) | Quarti di finale NXT (6 marzo 2019)              | Quarti di finale NXT (6 marzo 2019) |                           |              | Semifinali NXT (13 marzo 2019) | Semifinali NXT (13 marzo 2019) | Semifinali NXT (13 marzo 2019) |  |  | Finale NXT (13 marzo 2019) | Finale NXT (13 marzo 2019) | Finale NXT (13 marzo 2019) |
|  |                                     |                                                  |                                     |                           |              |                                |                                |                                |  |  |                            |                            |                            |
|  |                                     | The Forgotten Sons (Steve Cutler e Wesley Blake) | Schienamento                        |                           |              |                                |                                |                                |  |  |                            |                            |                            |
|  |                                     | Danny Burch e Oney Lorcan                        |                                     |                           |              |                                |                                |                                |  |  |                            |                            |                            |
|  |                                     |                                                  | The Forgotten Sons                  | Schienamento              |              |                                |                                |                                |  |  |                            |                            |                            |
|  |                                     |                                                  |                                     | Schienamento              |              |                                |                                |                                |  |  |                            |                            |                            |
|  |                                     |                                                  | Trent Seven e Tyler Bate            |                           |              |                                |                                |                                |  |  |                            |                            |                            |
|  |                                     | The Street Profits                               |                                     |                           |              |                                |                                |                                |  |  |                            |                            |                            |
|  |                                     |                                                  |                                     |                           |              |                                |                                |                                |  |  |                            |                            |                            |
|  |                                     | Trent Seven e Tyler Bate                         | Schienamento                        |                           |              |                                |                                |                                |  |  |                            |                            |                            |
|  |                                     |                                                  |                                     |                           |              |                                |                                |                                |  |  |                            | The Forgotten Sons         |                            |
|  |                                     |                                                  |                                     | Aleister Black e Ricochet | Schienamento |                                |                                |                                |  |  |                            |                            |                            |
|  |                                     | #DIY                                             | Schienamento                        |                           |              |                                |                                |                                |  |  |                            |                            |                            |
|  |                                     | The Undisputed Era (Bobby Fish e Kyle O'Reilly)  |                                     |                           |              |                                |                                |                                |  |  |                            |                            |                            |
|  |                                     |                                                  | #DIY                                |                           |              |                                |                                |                                |  |  |                            |                            |                            |
|  |                                     |                                                  |                                     |                           |              |                                |                                |                                |  |  |                            |                            |                            |
|  |                                     |                                                  | Aleister Black e Ricochet           | Schienamento              |              |                                |                                |                                |  |  |                            |                            |                            |
|  |                                     | Imperium (Fabian Aichner e Marcel Barthel)       | Aleister Black e Ricochet           | Schienamento              |              |                                |                                |                                |  |  |                            |                            |                            |
|  |                                     |                                                  |                                     |                           |              |                                |                                |                                |  |  |                            |                            |                            |
|  |                                     | Aleister Black e Ricochet                        | Schienamento                        |                           |              |                                |                                |                                |  |  |                            |                            |                            |

#### 2020
In questa edizione, per la prima volta, hanno preso parte anche gli atleti di NXT UK.
|  | Quarti di finale NXT (8 gennaio 2020–15 gennaio 2020) | Quarti di finale NXT (8 gennaio 2020–15 gennaio 2020) | Quarti di finale NXT (8 gennaio 2020–15 gennaio 2020) |                         |                         | Semifinali NXT (22 gennaio 2020) | Semifinali NXT (22 gennaio 2020) | Semifinali NXT (22 gennaio 2020) |  |  | Finale NXT (29 gennaio 2020) | Finale NXT (29 gennaio 2020) | Finale NXT (29 gennaio 2020) |
|  |                                                       |                                                       |                                                       |                         |                         |                                  |                                  |                                  |  |  |                              |                              |                              |
|  |                                                       | Imperium (Fabian Aichner e Marcel Barthel)            | Schienamento                                          |                         |                         |                                  |                                  |                                  |  |  |                              |                              |                              |
|  |                                                       | The Forgotten Sons (Steve Cutler e Wesley Blake)      | 5:10                                                  |                         |                         |                                  |                                  |                                  |  |  |                              |                              |                              |
|  |                                                       | The Forgotten Sons (Steve Cutler e Wesley Blake)      | 5:10                                                  |                         | Imperium                | 11:23                            |                                  |                                  |  |  |                              |                              |                              |
|  |                                                       |                                                       |                                                       |                         | Imperium                | 11:23                            |                                  |                                  |  |  |                              |                              |                              |
|  |                                                       |                                                       | Pete Dunne e Matt Riddle                              | Schienamento            |                         |                                  |                                  |                                  |  |  |                              |                              |                              |
|  |                                                       | Flash Morgan Webster e Mark Andrews                   | Pete Dunne e Matt Riddle                              | Schienamento            | 18:20                   |                                  |                                  |                                  |  |  |                              |                              |                              |
|  |                                                       | Flash Morgan Webster e Mark Andrews                   |                                                       |                         | 18:20                   |                                  |                                  |                                  |  |  |                              |                              |                              |
|  |                                                       | Matt Riddle e Pete Dunne                              | Schienamento                                          |                         |                         |                                  |                                  |                                  |  |  |                              |                              |                              |
|  |                                                       |                                                       |                                                       |                         |                         |                                  |                                  |                                  |  |  |                              | Pete Dunne e Matt Riddle     | Schienamento                 |
|  |                                                       |                                                       |                                                       | Grizzled Young Veterans | 17:39                   |                                  |                                  |                                  |  |  |                              |                              |                              |
|  |                                                       | Grizzled Young Veterans                               | Schienamento                                          |                         |                         |                                  |                                  |                                  |  |  |                              |                              |                              |
|  |                                                       | Alex Shelley e Kushida                                | 12:00                                                 |                         |                         |                                  |                                  |                                  |  |  |                              |                              |                              |
|  |                                                       | Alex Shelley e Kushida                                | 12:00                                                 |                         | Grizzled Young Veterans | Schienamento                     |                                  |                                  |  |  |                              |                              |                              |
|  |                                                       |                                                       |                                                       |                         | Grizzled Young Veterans | Schienamento                     |                                  |                                  |  |  |                              |                              |                              |
|  |                                                       |                                                       | The Undisputed Era                                    | 13:00                   |                         |                                  |                                  |                                  |  |  |                              |                              |                              |
|  |                                                       | Gallus (Mark Coffey e Wolfgang)                       | The Undisputed Era                                    | 13:00                   | 8:50                    |                                  |                                  |                                  |  |  |                              |                              |                              |
|  |                                                       | Gallus (Mark Coffey e Wolfgang)                       |                                                       |                         | 8:50                    |                                  |                                  |                                  |  |  |                              |                              |                              |
|  |                                                       | The Undisputed Era (Bobby Fish e Kyle O'Reilly)       | Schienamento                                          |                         |                         |                                  |                                  |                                  |  |  |                              |                              |                              |

#### 2021
Alcuni incontri degli ottavi di finale si sono svolti a 205 Live, uno degli show succursali di NXT.
|  | Ottavi di finale NXT/205 Live (13 gennaio 2021–22 gennaio 2021) | Ottavi di finale NXT/205 Live (13 gennaio 2021–22 gennaio 2021) | Ottavi di finale NXT/205 Live (13 gennaio 2021–22 gennaio 2021) |                               |                                   | Quarti di finale NXT (27 gennaio 2021–3 febbraio 2021) | Quarti di finale NXT (27 gennaio 2021–3 febbraio 2021) | Quarti di finale NXT (27 gennaio 2021–3 febbraio 2021) |  |  | Semifinali NXT (10 febbraio 2021) | Semifinali NXT (10 febbraio 2021) | Semifinali NXT (10 febbraio 2021) |  |  | Finale NXT TakeOver: Vengeance Day (14 febbraio 2021) | Finale NXT TakeOver: Vengeance Day (14 febbraio 2021) | Finale NXT TakeOver: Vengeance Day (14 febbraio 2021) |  |
|  |                                                                 |                                                                 |                                                                 |                               |                                   |                                                        |                                                        |                                                        |  |  |                                   |                                   |                                   |  |  |                                                       |                                                       |                                                       |  |
|  | Timothy Thatcher e Tommaso Ciampa                               | Timothy Thatcher e Tommaso Ciampa                               | Schienamento                                                    |                               |                                   |                                                        |                                                        |                                                        |  |  |                                   |                                   |                                   |  |  |                                                       |                                                       |                                                       |  |
|  | Timothy Thatcher e Tommaso Ciampa                               | Timothy Thatcher e Tommaso Ciampa                               | Schienamento                                                    |                               |                                   |                                                        |                                                        |                                                        |  |  |                                   |                                   |                                   |  |  |                                                       |                                                       |                                                       |  |
|  | Ariya Daivari e Tony Nese                                       | Ariya Daivari e Tony Nese                                       | 8:16                                                            |                               |                                   |                                                        |                                                        |                                                        |  |  |                                   |                                   |                                   |  |  |                                                       |                                                       |                                                       |  |
|  | Ariya Daivari e Tony Nese                                       | Ariya Daivari e Tony Nese                                       | 8:16                                                            |                               | Timothy Thatcher e Tommaso Ciampa | Timothy Thatcher e Tommaso Ciampa                      | Schienamento                                           |                                                        |  |  |                                   |                                   |                                   |  |  |                                                       |                                                       |                                                       |  |
|  |                                                                 |                                                                 |                                                                 |                               | Timothy Thatcher e Tommaso Ciampa | Timothy Thatcher e Tommaso Ciampa                      | Schienamento                                           |                                                        |  |  |                                   |                                   |                                   |  |  |                                                       |                                                       |                                                       |  |
|  |                                                                 |                                                                 | The Undisputed Era                                              | The Undisputed Era            | 17:05                             |                                                        |                                                        |                                                        |  |  |                                   |                                   |                                   |  |  |                                                       |                                                       |                                                       |  |
|  | Breezango                                                       | Breezango                                                       | The Undisputed Era                                              | The Undisputed Era            | 17:05                             | 11:57                                                  |                                                        |                                                        |  |  |                                   |                                   |                                   |  |  |                                                       |                                                       |                                                       |  |
|  | Breezango                                                       | Breezango                                                       |                                                                 |                               |                                   |                                                        |                                                        |                                                        |  |  |                                   |                                   |                                   |  |  |                                                       |                                                       |                                                       |  |
|  | The Undisputed Era (Adam Cole e Kyle O'Reilly)                  | The Undisputed Era (Adam Cole e Kyle O'Reilly)                  | Schienamento                                                    |                               |                                   |                                                        |                                                        |                                                        |  |  |                                   |                                   |                                   |  |  |                                                       |                                                       |                                                       |  |
|  | The Undisputed Era (Adam Cole e Kyle O'Reilly)                  | The Undisputed Era (Adam Cole e Kyle O'Reilly)                  | Schienamento                                                    |                               | Timothy Thatcher e Tommaso Ciampa | Timothy Thatcher e Tommaso Ciampa                      | 11:37                                                  |                                                        |  |  |                                   |                                   |                                   |  |  |                                                       |                                                       |                                                       |  |
|  |                                                                 |                                                                 |                                                                 |                               |                                   |                                                        |                                                        |                                                        |  |  |                                   |                                   |                                   |  |  |                                                       |                                                       |                                                       |  |
|  |                                                                 |                                                                 | Grizzled Young Veterans                                         | Grizzled Young Veterans       | Schienamento                      |                                                        |                                                        |                                                        |  |  |                                   |                                   |                                   |  |  |                                                       |                                                       |                                                       |  |
|  | Kushida e Leon Ruff                                             | Kushida e Leon Ruff                                             | Grizzled Young Veterans                                         | Grizzled Young Veterans       | Schienamento                      | Schienamento                                           |                                                        |                                                        |  |  |                                   |                                   |                                   |  |  |                                                       |                                                       |                                                       |  |
|  | Kushida e Leon Ruff                                             | Kushida e Leon Ruff                                             |                                                                 |                               |                                   |                                                        |                                                        |                                                        |  |  |                                   |                                   |                                   |  |  |                                                       |                                                       |                                                       |  |
|  | Austin Theory e Johnny Gargano                                  | Austin Theory e Johnny Gargano                                  | 14:46                                                           |                               |                                   |                                                        |                                                        |                                                        |  |  |                                   |                                   |                                   |  |  |                                                       |                                                       |                                                       |  |
|  | Austin Theory e Johnny Gargano                                  | Austin Theory e Johnny Gargano                                  | 14:46                                                           |                               | Kushida e Leon Ruff               | Kushida e Leon Ruff                                    | 9:51                                                   |                                                        |  |  |                                   |                                   |                                   |  |  |                                                       |                                                       |                                                       |  |
|  |                                                                 |                                                                 |                                                                 |                               | Kushida e Leon Ruff               | Kushida e Leon Ruff                                    | 9:51                                                   |                                                        |  |  |                                   |                                   |                                   |  |  |                                                       |                                                       |                                                       |  |
|  |                                                                 |                                                                 | Grizzled Young Veterans                                         | Grizzled Young Veterans       | Schienamento                      |                                                        |                                                        |                                                        |  |  |                                   |                                   |                                   |  |  |                                                       |                                                       |                                                       |  |
|  | Ever-Rise                                                       | Ever-Rise                                                       | Grizzled Young Veterans                                         | Grizzled Young Veterans       | Schienamento                      | 7:58                                                   |                                                        |                                                        |  |  |                                   |                                   |                                   |  |  |                                                       |                                                       |                                                       |  |
|  | Ever-Rise                                                       | Ever-Rise                                                       |                                                                 |                               |                                   |                                                        |                                                        |                                                        |  |  |                                   |                                   |                                   |  |  |                                                       |                                                       |                                                       |  |
|  | Grizzled Young Veterans                                         | Grizzled Young Veterans                                         | Schienamento                                                    |                               |                                   |                                                        |                                                        |                                                        |  |  |                                   |                                   |                                   |  |  |                                                       |                                                       |                                                       |  |
|  | Grizzled Young Veterans                                         | Grizzled Young Veterans                                         | Schienamento                                                    |                               | Grizzled Young Veterans           | Grizzled Young Veterans                                | 18:26                                                  |                                                        |  |  |                                   |                                   |                                   |  |  |                                                       |                                                       |                                                       |  |
|  |                                                                 |                                                                 |                                                                 |                               |                                   |                                                        |                                                        |                                                        |  |  |                                   |                                   |                                   |  |  |                                                       |                                                       |                                                       |  |
|  |                                                                 |                                                                 | MSK                                                             | MSK                           | Schienamento                      |                                                        |                                                        |                                                        |  |  |                                   |                                   |                                   |  |  |                                                       |                                                       |                                                       |  |
|  | MSK                                                             | MSK                                                             | MSK                                                             | MSK                           | Schienamento                      | Schienamento                                           |                                                        |                                                        |  |  |                                   |                                   |                                   |  |  |                                                       |                                                       |                                                       |  |
|  | MSK                                                             | MSK                                                             |                                                                 |                               |                                   |                                                        |                                                        |                                                        |  |  |                                   |                                   |                                   |  |  |                                                       |                                                       |                                                       |  |
|  | Isaiah "Swerve" Scott e Jake Atlas                              | Isaiah "Swerve" Scott e Jake Atlas                              | 8:36                                                            |                               |                                   |                                                        |                                                        |                                                        |  |  |                                   |                                   |                                   |  |  |                                                       |                                                       |                                                       |  |
|  | Isaiah "Swerve" Scott e Jake Atlas                              | Isaiah "Swerve" Scott e Jake Atlas                              | 8:36                                                            |                               | MSK                               | MSK                                                    | Schienamento                                           |                                                        |  |  |                                   |                                   |                                   |  |  |                                                       |                                                       |                                                       |  |
|  |                                                                 |                                                                 |                                                                 |                               | MSK                               | MSK                                                    | Schienamento                                           |                                                        |  |  |                                   |                                   |                                   |  |  |                                                       |                                                       |                                                       |  |
|  |                                                                 |                                                                 | Drake Maverick e Killian Dain                                   | Drake Maverick e Killian Dain | 11:04                             |                                                        |                                                        |                                                        |  |  |                                   |                                   |                                   |  |  |                                                       |                                                       |                                                       |  |
|  | August Grey e Curt Stallion                                     | August Grey e Curt Stallion                                     | Drake Maverick e Killian Dain                                   | Drake Maverick e Killian Dain | 11:04                             | 10:01                                                  |                                                        |                                                        |  |  |                                   |                                   |                                   |  |  |                                                       |                                                       |                                                       |  |
|  | August Grey e Curt Stallion                                     | August Grey e Curt Stallion                                     |                                                                 |                               |                                   |                                                        |                                                        |                                                        |  |  |                                   |                                   |                                   |  |  |                                                       |                                                       |                                                       |  |
|  | Drake Maverick e Killian Dain                                   | Drake Maverick e Killian Dain                                   | Schienamento                                                    |                               |                                   |                                                        |                                                        |                                                        |  |  |                                   |                                   |                                   |  |  |                                                       |                                                       |                                                       |  |
|  | Drake Maverick e Killian Dain                                   | Drake Maverick e Killian Dain                                   | Schienamento                                                    |                               | MSK                               | MSK                                                    | Schienamento                                           |                                                        |  |  |                                   |                                   |                                   |  |  |                                                       |                                                       |                                                       |  |
|  |                                                                 |                                                                 |                                                                 |                               |                                   |                                                        |                                                        |                                                        |  |  |                                   |                                   |                                   |  |  |                                                       |                                                       |                                                       |  |
|  |                                                                 |                                                                 | Legado del Fantasma                                             | Legado del Fantasma           | 9:34                              |                                                        |                                                        |                                                        |  |  |                                   |                                   |                                   |  |  |                                                       |                                                       |                                                       |  |
|  | Lucha House Party (Gran Metalik e Lince Dorado)                 | Lucha House Party (Gran Metalik e Lince Dorado)                 | Legado del Fantasma                                             | Legado del Fantasma           | 9:34                              | Schienamento                                           |                                                        |                                                        |  |  |                                   |                                   |                                   |  |  |                                                       |                                                       |                                                       |  |
|  | Lucha House Party (Gran Metalik e Lince Dorado)                 | Lucha House Party (Gran Metalik e Lince Dorado)                 |                                                                 |                               |                                   |                                                        |                                                        |                                                        |  |  |                                   |                                   |                                   |  |  |                                                       |                                                       |                                                       |  |
|  | Imperium (Fabian Aichner e Marcel Barthel)                      | Imperium (Fabian Aichner e Marcel Barthel)                      | 9:54                                                            |                               |                                   |                                                        |                                                        |                                                        |  |  |                                   |                                   |                                   |  |  |                                                       |                                                       |                                                       |  |
|  | Imperium (Fabian Aichner e Marcel Barthel)                      | Imperium (Fabian Aichner e Marcel Barthel)                      | 9:54                                                            |                               | Lucha House Party                 | Lucha House Party                                      | 6:23                                                   |                                                        |  |  |                                   |                                   |                                   |  |  |                                                       |                                                       |                                                       |  |
|  |                                                                 |                                                                 |                                                                 |                               | Lucha House Party                 | Lucha House Party                                      | 6:23                                                   |                                                        |  |  |                                   |                                   |                                   |  |  |                                                       |                                                       |                                                       |  |
|  |                                                                 |                                                                 | Legado del Fantasma                                             | Legado del Fantasma           | Schienamento                      |                                                        |                                                        |                                                        |  |  |                                   |                                   |                                   |  |  |                                                       |                                                       |                                                       |  |
|  | The Bollywood Boyz                                              | The Bollywood Boyz                                              | Legado del Fantasma                                             | Legado del Fantasma           | Schienamento                      | 9:45                                                   |                                                        |                                                        |  |  |                                   |                                   |                                   |  |  |                                                       |                                                       |                                                       |  |
|  | The Bollywood Boyz                                              | The Bollywood Boyz                                              |                                                                 |                               |                                   |                                                        |                                                        |                                                        |  |  |                                   |                                   |                                   |  |  |                                                       |                                                       |                                                       |  |
|  | Legado del Fantasma (Joaquin Wilde e Raul Mendoza)              | Legado del Fantasma (Joaquin Wilde e Raul Mendoza)              | Schienamento                                                    |                               |                                   |                                                        |                                                        |                                                        |  |  |                                   |                                   |                                   |  |  |                                                       |                                                       |                                                       |  |

#### 2022
|  | Quarti di finale NXT 2.0 (18 gennaio 2022–25 gennaio 2022) | Quarti di finale NXT 2.0 (18 gennaio 2022–25 gennaio 2022) | Quarti di finale NXT 2.0 (18 gennaio 2022–25 gennaio 2022) |                    |                    | Semifinali NXT 2.0 (8 febbraio 2022) | Semifinali NXT 2.0 (8 febbraio 2022) | Semifinali NXT 2.0 (8 febbraio 2022) |  |  | Finale NXT Vengeance Day (15 febbraio 2022) | Finale NXT Vengeance Day (15 febbraio 2022) | Finale NXT Vengeance Day (15 febbraio 2022) |
|  |                                                            |                                                            |                                                            |                    |                    |                                      |                                      |                                      |  |  |                                             |                                             |                                             |
|  |                                                            | MSK                                                        | Schienamento                                               |                    |                    |                                      |                                      |                                      |  |  |                                             |                                             |                                             |
|  |                                                            | Ikemen Jiro e Kushida                                      | 11:42                                                      |                    |                    |                                      |                                      |                                      |  |  |                                             |                                             |                                             |
|  |                                                            | Ikemen Jiro e Kushida                                      | 11:42                                                      |                    | MSK                | Schienamento                         |                                      |                                      |  |  |                                             |                                             |                                             |
|  |                                                            |                                                            |                                                            |                    | MSK                | Schienamento                         |                                      |                                      |  |  |                                             |                                             |                                             |
|  |                                                            |                                                            | Edris Enofé e Malik Blade                                  | 9:29               |                    |                                      |                                      |                                      |  |  |                                             |                                             |                                             |
|  |                                                            | Legado del Fantasma (Joaquin Wilde e Raul Mendoza)         | Edris Enofé e Malik Blade                                  | 9:29               | 3:17               |                                      |                                      |                                      |  |  |                                             |                                             |                                             |
|  |                                                            | Legado del Fantasma (Joaquin Wilde e Raul Mendoza)         |                                                            |                    | 3:17               |                                      |                                      |                                      |  |  |                                             |                                             |                                             |
|  |                                                            | Edris Enofé e Malik Blade                                  | Schienamento                                               |                    |                    |                                      |                                      |                                      |  |  |                                             |                                             |                                             |
|  |                                                            |                                                            |                                                            |                    |                    |                                      |                                      |                                      |  |  |                                             | MSK                                         | 9:36                                        |
|  |                                                            |                                                            |                                                            | The Creed Brothers | Schienamento       |                                      |                                      |                                      |  |  |                                             |                                             |                                             |
|  |                                                            | The Creed Brothers                                         | Schienamento                                               |                    |                    |                                      |                                      |                                      |  |  |                                             |                                             |                                             |
|  |                                                            | Brooks Jensen e Josh Briggs                                | 5:33                                                       |                    |                    |                                      |                                      |                                      |  |  |                                             |                                             |                                             |
|  |                                                            | Brooks Jensen e Josh Briggs                                | 5:33                                                       |                    | The Creed Brothers | Schienamento                         |                                      |                                      |  |  |                                             |                                             |                                             |
|  |                                                            |                                                            |                                                            |                    | The Creed Brothers | Schienamento                         |                                      |                                      |  |  |                                             |                                             |                                             |
|  |                                                            |                                                            | Grizzled Young Veterans                                    | 12:01              |                    |                                      |                                      |                                      |  |  |                                             |                                             |                                             |
|  |                                                            | Chase U (Andre Chase e Bodhi Hayward)                      | Grizzled Young Veterans                                    | 12:01              | 5:11               |                                      |                                      |                                      |  |  |                                             |                                             |                                             |
|  |                                                            | Chase U (Andre Chase e Bodhi Hayward)                      |                                                            |                    | 5:11               |                                      |                                      |                                      |  |  |                                             |                                             |                                             |
|  |                                                            | Grizzled Young Veterans                                    | Schienamento                                               |                    |                    |                                      |                                      |                                      |  |  |                                             |                                             |                                             |

#### 2024
|  | Quarti di finale NXT (9 gennaio 2024–16 gennaio 2024) | Quarti di finale NXT (9 gennaio 2024–16 gennaio 2024) | Quarti di finale NXT (9 gennaio 2024–16 gennaio 2024) |                                |                              | Semifinali NXT (23 gennaio 2024–30 gennaio 2024) | Semifinali NXT (23 gennaio 2024–30 gennaio 2024) | Semifinali NXT (23 gennaio 2024–30 gennaio 2024) |  |  | Finale NXT Vengeance Day (4 febbraio 2024) | Finale NXT Vengeance Day (4 febbraio 2024) | Finale NXT Vengeance Day (4 febbraio 2024) |
|  |                                                       |                                                       |                                                       |                                |                              |                                                  |                                                  |                                                  |  |  |                                            |                                            |                                            |
|  |                                                       | Baron Corbin e Bron Breakker                          | Schienamento                                          |                                |                              |                                                  |                                                  |                                                  |  |  |                                            |                                            |                                            |
|  |                                                       | Gallus (Mark Coffey e Wolfgang)                       | 10:54                                                 |                                |                              |                                                  |                                                  |                                                  |  |  |                                            |                                            |                                            |
|  |                                                       | Gallus (Mark Coffey e Wolfgang)                       | 10:54                                                 |                                | Baron Corbin e Bron Breakker | Schienamento                                     |                                                  |                                                  |  |  |                                            |                                            |                                            |
|  |                                                       |                                                       |                                                       |                                | Baron Corbin e Bron Breakker | Schienamento                                     |                                                  |                                                  |  |  |                                            |                                            |                                            |
|  |                                                       |                                                       | Axiom e Nathan Frazer                                 | 12:04                          |                              |                                                  |                                                  |                                                  |  |  |                                            |                                            |                                            |
|  |                                                       | Hank Walker e Tank Ledger                             | Axiom e Nathan Frazer                                 | 12:04                          | 4:45                         |                                                  |                                                  |                                                  |  |  |                                            |                                            |                                            |
|  |                                                       | Hank Walker e Tank Ledger                             |                                                       |                                | 4:45                         |                                                  |                                                  |                                                  |  |  |                                            |                                            |                                            |
|  |                                                       | Axiom e Nathan Frazer                                 | Schienamento                                          |                                |                              |                                                  |                                                  |                                                  |  |  |                                            |                                            |                                            |
|  |                                                       |                                                       |                                                       |                                |                              |                                                  |                                                  |                                                  |  |  |                                            | Baron Corbin e Bron Breakker               | Schienamento                               |
|  |                                                       |                                                       |                                                       | Carmelo Hayes e Trick Williams | 14:27                        |                                                  |                                                  |                                                  |  |  |                                            |                                            |                                            |
|  |                                                       | Latino World Order (Cruz Del Toro e Joaquin Wilde)    | Schienamento                                          |                                |                              |                                                  |                                                  |                                                  |  |  |                                            |                                            |                                            |
|  |                                                       | Chase U (Duke Hudson e Riley Osborne)                 | 9:40                                                  |                                |                              |                                                  |                                                  |                                                  |  |  |                                            |                                            |                                            |
|  |                                                       | Chase U (Duke Hudson e Riley Osborne)                 | 9:40                                                  |                                | Latino World Order           | 8:58                                             |                                                  |                                                  |  |  |                                            |                                            |                                            |
|  |                                                       |                                                       |                                                       |                                | Latino World Order           | 8:58                                             |                                                  |                                                  |  |  |                                            |                                            |                                            |
|  |                                                       |                                                       | Carmelo Hayes e Trick Williams                        | Schienamento                   |                              |                                                  |                                                  |                                                  |  |  |                                            |                                            |                                            |
|  |                                                       | Edris Enofé e Malik Blade                             | Carmelo Hayes e Trick Williams                        | Schienamento                   | 12:08                        |                                                  |                                                  |                                                  |  |  |                                            |                                            |                                            |
|  |                                                       | Edris Enofé e Malik Blade                             |                                                       |                                | 12:08                        |                                                  |                                                  |                                                  |  |  |                                            |                                            |                                            |
|  |                                                       | Carmelo Hayes e Trick Williams                        | Schienamento                                          |                                |                              |                                                  |                                                  |                                                  |  |  |                                            |                                            |                                            |

## Donne

### Albo d'oro
| Edizione | Vincitrici                   | Data             | Città   | Sede               | Evento                      |
| -------- | ---------------------------- | ---------------- | ------- | ------------------ | --------------------------- |
| 1ª       | Dakota Kai e Raquel Gonzalez | 14 febbraio 2021 | Orlando | Performance Center | NXT TakeOver: Vengeance Day |
| 2ª       | Io Shirai e Kay Lee Ray      | 22 marzo 2022    | Orlando | Performance Center | NXT 2.0                     |

#### 2021
Alcuni incontri degli ottavi di finale si sono svolti a 205 Live, uno degli show succursali di NXT.
|  | Quarti di finale NXT/205 Live (20 gennaio 2021–29 gennaio 2021) | Quarti di finale NXT/205 Live (20 gennaio 2021–29 gennaio 2021) | Quarti di finale NXT/205 Live (20 gennaio 2021–29 gennaio 2021) |                                |                               | Semifinali NXT (3 febbraio 2021–10 febbraio 2021) | Semifinali NXT (3 febbraio 2021–10 febbraio 2021) | Semifinali NXT (3 febbraio 2021–10 febbraio 2021) |  |  | Finale NXT TakeOver: Vengeance Day (14 febbraio 2021) | Finale NXT TakeOver: Vengeance Day (14 febbraio 2021) | Finale NXT TakeOver: Vengeance Day (14 febbraio 2021) |
|  |                                                                 |                                                                 |                                                                 |                                |                               |                                                   |                                                   |                                                   |  |  |                                                       |                                                       |                                                       |
|  |                                                                 | Dakota Kai e Raquel Gonzalez                                    | Schienamento                                                    |                                |                               |                                                   |                                                   |                                                   |  |  |                                                       |                                                       |                                                       |
|  |                                                                 | Aliyah e Jessi Kamea                                            | 5:56                                                            |                                |                               |                                                   |                                                   |                                                   |  |  |                                                       |                                                       |                                                       |
|  |                                                                 | Aliyah e Jessi Kamea                                            | 5:56                                                            |                                | Dakota Kai e Raquel Gonzalez  | Schienamento                                      |                                                   |                                                   |  |  |                                                       |                                                       |                                                       |
|  |                                                                 |                                                                 |                                                                 |                                | Dakota Kai e Raquel Gonzalez  | Schienamento                                      |                                                   |                                                   |  |  |                                                       |                                                       |                                                       |
|  |                                                                 |                                                                 | Kayden Carter e Kacy Catanzaro                                  | 13:01                          |                               |                                                   |                                                   |                                                   |  |  |                                                       |                                                       |                                                       |
|  |                                                                 | Mercedes Martinez e Toni Storm                                  | Kayden Carter e Kacy Catanzaro                                  | 13:01                          | 9:27                          |                                                   |                                                   |                                                   |  |  |                                                       |                                                       |                                                       |
|  |                                                                 | Mercedes Martinez e Toni Storm                                  |                                                                 |                                | 9:27                          |                                                   |                                                   |                                                   |  |  |                                                       |                                                       |                                                       |
|  |                                                                 | Kayden Carter e Kacy Catanzaro                                  | Schienamento                                                    |                                |                               |                                                   |                                                   |                                                   |  |  |                                                       |                                                       |                                                       |
|  |                                                                 |                                                                 |                                                                 |                                |                               |                                                   |                                                   |                                                   |  |  |                                                       | Dakota Kai e Raquel Gonzalez                          | Schienamento                                          |
|  |                                                                 |                                                                 |                                                                 | Ember Moon e Shotzi Blackheart | 17:40                         |                                                   |                                                   |                                                   |  |  |                                                       |                                                       |                                                       |
|  |                                                                 | Candice LeRae e Indi Hartwell                                   | Schienamento                                                    |                                |                               |                                                   |                                                   |                                                   |  |  |                                                       |                                                       |                                                       |
|  |                                                                 | Cora Jade e Gigi Dolin                                          | 5:56                                                            |                                |                               |                                                   |                                                   |                                                   |  |  |                                                       |                                                       |                                                       |
|  |                                                                 | Cora Jade e Gigi Dolin                                          | 5:56                                                            |                                | Candice LeRae e Indi Hartwell | 14:19                                             |                                                   |                                                   |  |  |                                                       |                                                       |                                                       |
|  |                                                                 |                                                                 |                                                                 |                                | Candice LeRae e Indi Hartwell | 14:19                                             |                                                   |                                                   |  |  |                                                       |                                                       |                                                       |
|  |                                                                 |                                                                 | Ember Moon e Shotzi Blackheart                                  | Schienamento                   |                               |                                                   |                                                   |                                                   |  |  |                                                       |                                                       |                                                       |
|  |                                                                 | Marina Shafir e Zoey Stark                                      | Ember Moon e Shotzi Blackheart                                  | Schienamento                   | 8:45                          |                                                   |                                                   |                                                   |  |  |                                                       |                                                       |                                                       |
|  |                                                                 | Marina Shafir e Zoey Stark                                      |                                                                 |                                | 8:45                          |                                                   |                                                   |                                                   |  |  |                                                       |                                                       |                                                       |
|  |                                                                 | Ember Moon e Shotzi Blackheart                                  | Sottomissione                                                   |                                |                               |                                                   |                                                   |                                                   |  |  |                                                       |                                                       |                                                       |

#### 2022
|  | Quarti di finale NXT 2.0 (22 febbraio 2022–1º marzo 2022) | Quarti di finale NXT 2.0 (22 febbraio 2022–1º marzo 2022) | Quarti di finale NXT 2.0 (22 febbraio 2022–1º marzo 2022) |                         |                         | Semifinali NXT Roadblock (8 marzo 2022) | Semifinali NXT Roadblock (8 marzo 2022) | Semifinali NXT Roadblock (8 marzo 2022) |  |  | Finale NXT 2.0 (22 marzo 2022) | Finale NXT 2.0 (22 marzo 2022) | Finale NXT 2.0 (22 marzo 2022) |
|  |                                                           |                                                           |                                                           |                         |                         |                                         |                                         |                                         |  |  |                                |                                |                                |
|  |                                                           | Io Shirai e Kay Lee Ray                                   | Schienamento                                              |                         |                         |                                         |                                         |                                         |  |  |                                |                                |                                |
|  |                                                           | Amari Miller e Lash Legend                                | 2:44                                                      |                         |                         |                                         |                                         |                                         |  |  |                                |                                |                                |
|  |                                                           | Amari Miller e Lash Legend                                | 2:44                                                      |                         | Io Shirai e Kay Lee Ray | Schienamento                            |                                         |                                         |  |  |                                |                                |                                |
|  |                                                           |                                                           |                                                           |                         | Io Shirai e Kay Lee Ray | Schienamento                            |                                         |                                         |  |  |                                |                                |                                |
|  |                                                           |                                                           | Kayden Carter e Kacy Catanzaro                            | 7:59                    |                         |                                         |                                         |                                         |  |  |                                |                                |                                |
|  |                                                           | Ivy Nile e Tatum Paxley                                   | Kayden Carter e Kacy Catanzaro                            | 7:59                    | 3:26                    |                                         |                                         |                                         |  |  |                                |                                |                                |
|  |                                                           | Ivy Nile e Tatum Paxley                                   |                                                           |                         | 3:26                    |                                         |                                         |                                         |  |  |                                |                                |                                |
|  |                                                           | Kayden Carter e Kacy Catanzaro                            | Schienamento                                              |                         |                         |                                         |                                         |                                         |  |  |                                |                                |                                |
|  |                                                           |                                                           |                                                           |                         |                         |                                         |                                         |                                         |  |  |                                | Io Shirai e Kay Lee Ray        | Schienamento                   |
|  |                                                           |                                                           |                                                           | Dakota Kai e Wendy Choo | 10:22                   |                                         |                                         |                                         |  |  |                                |                                |                                |
|  |                                                           | Dakota Kai e Wendy Choo                                   | Schienamento                                              |                         |                         |                                         |                                         |                                         |  |  |                                |                                |                                |
|  |                                                           | Indi Hartwell e Persia Pirotta                            | 5:21                                                      |                         |                         |                                         |                                         |                                         |  |  |                                |                                |                                |
|  |                                                           | Indi Hartwell e Persia Pirotta                            | 5:21                                                      |                         | Dakota Kai e Wendy Choo | Schienamento                            |                                         |                                         |  |  |                                |                                |                                |
|  |                                                           |                                                           |                                                           |                         | Dakota Kai e Wendy Choo | Schienamento                            |                                         |                                         |  |  |                                |                                |                                |
|  |                                                           |                                                           | Cora Jade e Raquel Gonzalez                               | 10:42                   |                         |                                         |                                         |                                         |  |  |                                |                                |                                |
|  |                                                           | Valentina Feroz e Yulisa León                             | Cora Jade e Raquel Gonzalez                               | 10:42                   | 4:47                    |                                         |                                         |                                         |  |  |                                |                                |                                |
|  |                                                           | Valentina Feroz e Yulisa León                             |                                                           |                         | 4:47                    |                                         |                                         |                                         |  |  |                                |                                |                                |
|  |                                                           | Cora Jade e Raquel Gonzalez                               | Schienamento                                              |                         |                         |                                         |                                         |                                         |  |  |                                |                                |                                |